# Jag är inte rädd för mörkret
Jag är inte rädd för mörkret är det tionde studioalbumet av den svenska rockgruppen Kent, utgivet i april 2012 på svenska Universal Music. Gruppen producerade albumet tillsammans med Stefan Boman, som också ansvarade för deras föregående album, En plats i solen.
Albumet mottages väl av kritiker och nådde första plats i Sverige och Norge. Första singeln var inledningsspåret "999", som gavs ut den 28 mars 2012 och tog sig till tionde plats på Sverigetopplistan. Uppföljarsingeln, "Jag ser dig", släpptes den 27 juni samma år och låg som bäst 33:a på Sverigetopplistan. Den tredje singeln "Tänd på" släpptes 1 oktober 2012.

## Låtlista
Texterna är skrivna av Joakim Berg. Musik: spår 1, 10: Kent, spår 2, 5, 6, 9: Joakim Berg / Martin Sköld, spår 3, 4, 7, 8: Joakim Berg.
| Nr  | Titel            | Musik              | Längd |
| --- | ---------------- | ------------------ | ----- |
| 1.  | 999              | Kent               | 6:53  |
| 2.  | Petroleum        | Berg, Martin Sköld | 4:03  |
| 3.  | Isis & Bast      | Berg               | 4:15  |
| 4.  | Jag ser dig      | Berg               | 5:36  |
| 5.  | Tänd på          | Berg, Sköld        | 4:44  |
| 6.  | Beredd på allt   | Berg, Sköld        | 4:35  |
| 7.  | Ruta 1           | Berg               | 4:14  |
| 8.  | Färger på natten | Berg               | 4:14  |
| 9.  | Låt dom komma    | Berg, Sköld        | 3:59  |
| 10. | Hänsyn           | Kent               | 3:37  |

## Listplaceringar
| Listor (2012)          | Högsta placering |
| ---------------------- | ---------------- |
| Danska albumlistan     | 2                |
| Finländska albumlistan | 5                |
| Norska albumlistan     | 1                |
| Svenska albumlistan    | 1                |

### Fotnoter
1. ↑  ”PREMIÄR: Nya singeln 999 i liveversion”. Kent.nu. 27 mars 2012. http://kent.nu/2012/03/27/premiar-nya-singeln-999-i-liveversion/. Läst 28 mars 2012.
2. ↑  https://itunes.apple.com/se/album/tand-pa-single/id561778354
3. ↑  Placering på den danska albumlistan Arkiverad 9 juli 2012 hämtat från the Wayback Machine.. danishcharts.com / Hung Medien. Läst 2 september 2012.
4. ↑  Placering på den finländska albumlistan. finnishcharts.com / Hung Medien. Läst 2 september 2012.
5. ↑  Placering på den norska albumlistan. norwegiancharts.com / Hung Medien. Läst 2 september 2012.
6. ↑  Placering på den svenska albumlistan. swedishcharts.com / Hung Medien. Läst 2 september 2012.